# Meknassas
Meknassas ou Imeknasen, ⵉⵎⴽⵏⴰⵙⵏ en berbère, مكناسة en arabe, est, au Moyen Âge, une tribu berbère zénète, dont les migrations d'est en ouest ont conduit à différentes implantations et ramifications au Maghreb. Les sources divergent mais ils seraient originaires de l'Est du Maghreb, ils auraient été chassés au VIIe siècle par les invasions arabes en Ifriqiya. On les retrouve au Maghreb central, où ils participent vraisemblablement à la conquête musulmane d'Oqba. Suffisamment islamisés, ils participent à l'armée de conquête de la péninsule ibérique puis aux futures révoltes kharidjites. Une grande partie des Meknassas s'installent dans la péninsule ibérique à la suite de la conquête islamique. Certains s'installent dans la vallée de la Moulouya, ce qui fait dire à Ibn Khaldoun et Al-Bakri que ce fleuve parcours ce qu'ils décrivent comme « le pays des Miknaça ». Leur localisation selon les chroniqueurs médiévaux, va depuis la source de la Moulouya, du côté de Sijilmassa, jusqu'à son embouchure, et depuis cette localité jusqu'aux environs de Taza et de Tsoul. Une partie des Meknassa est passée en Ibérie, accompagnant les conquêtes de Tarik Ibn Ziyad. Une autre branche des Meknasas fonde la principauté sufrite midraride de Sijilmassa. Les Meknassa sont, en fait, essentiellement connus pour leur domination du Maroc oriental, où ils imposèrent leur nom ainsi qu’une nouvelle tradition généalogique. Des débris de Meknassas sont cependant signalés au Maghreb central et en Ifriqiya, mais se sont mêlés avec les diverses peuplades qui habitent ces provinces.
Au Xe siècle, Messala ibn Habbous chef de la tribu des Meknassas de la Moulouya, obtient des Fatimides le gouvernement de Tahert et soumet tout le Maghreb central, ainsi que Fès et Sijilmassa. Son successeur, Hamid, bascule ensuite dans l'obédience des califes de Cordoue, rivaux des Fatimides. Ils s'installent également sur l'Oued Boufekrane au Xe siècle, fondant Meknès. Au XIe siècle, ils fondent le taïfa de Badajoz, contrôlant une grande partie de l'ancienne Lusitanie. La fondation de Sijilmassa, et Taza, autres villes du Maroc, sont également dues aux Meknassas.
Les Meknassas ont marqué la toponymie du Maghreb en divers endroits sur leur passage. Au Maroc, outre la ville de Meknès, l'ancien nom de Taza : Meknassa Taza, plusieurs communes et villages dans la province de Taza à savoir Meknassa Al Gharbia, Meknassa Tahtania, Meknassa Acharqia, Meknassa Foukania, une tribu porte également toujours le nom de Meknassa dans les montagnes au nord de Taza, ainsi qu'une fraction du guich des Oudaïas, au nord de Fès. En Algérie, un village près de Chlef porte le nom de Meknassa, ainsi qu'une rivière : l'oued Meknassa. En Tunisie, une ville et une plaine portent le nom de Meknassy dans le centre du pays.

## Histoire

### Origines
Les Meknassas sont une tribu berbère zénète descendante de Warstif ibn Yahia Ibn Dari d'où le fait qu'ils aient été appelés parfois les Wartasif-Miknasa. Les Warstif se divisent ainsi en trois branches : Meknassa, Ourtnadja et Megguen.
Les Meknassas seraient originaires de l'est du Maghreb, les historiens les situant dans la Tripolitaine,, ou le Sud tunisien,, plus précisément des steppes de Gafsa. Leur présence est attestée à l'époque des Medracen dans l'Antiquité. Des Meknassas se seraient installé dans les Aurès avant la conquête arabe, rejoignant dans cette région les Awerba et Djerawa autochtones. Dès 640, des Meknassas sont signalés dans le Jérid tunisien. De cette zone, et certainement après un passage dans le Maghreb central, ils auraient été déportés vers la Moulouya après leur islamisation par Oqba Ibn Nafi al-Fihri — lors de son premier gouvernorat entre 670 et 675 — pour les sanctionner de leurs multiples apostasies. Les Meknassas ont donc migré de leur région d'origine, dès les premiers temps de l'islam au Maghreb.
D'autre part une autre théorie fait descendre les Meknassas, des Macénites de l'Antiquité ayant habité le Moyen Atlas. Les Macénites des environs de Volubilis ont peut-être quelque rapport avec les Berbères Meknassa, d'où vient le nom de Meknès,. Cependant, l'Encyclopédie berbère tranche selon que s'il est possible que les territoires occupés par les Meknassas médiévaux aient pu correspondre en partie à ceux des Macénites antiques, l'homonymie très approximative, ne permet pas de donner à Meknès des origines macénites. Selon Salem Chaker le rapprochement entre Macénites et Meknassas n'est pas recevable d'un point de vue de la linguistique berbère et doit être « definitivement abandonné ».

### Premiers temps de l'islam

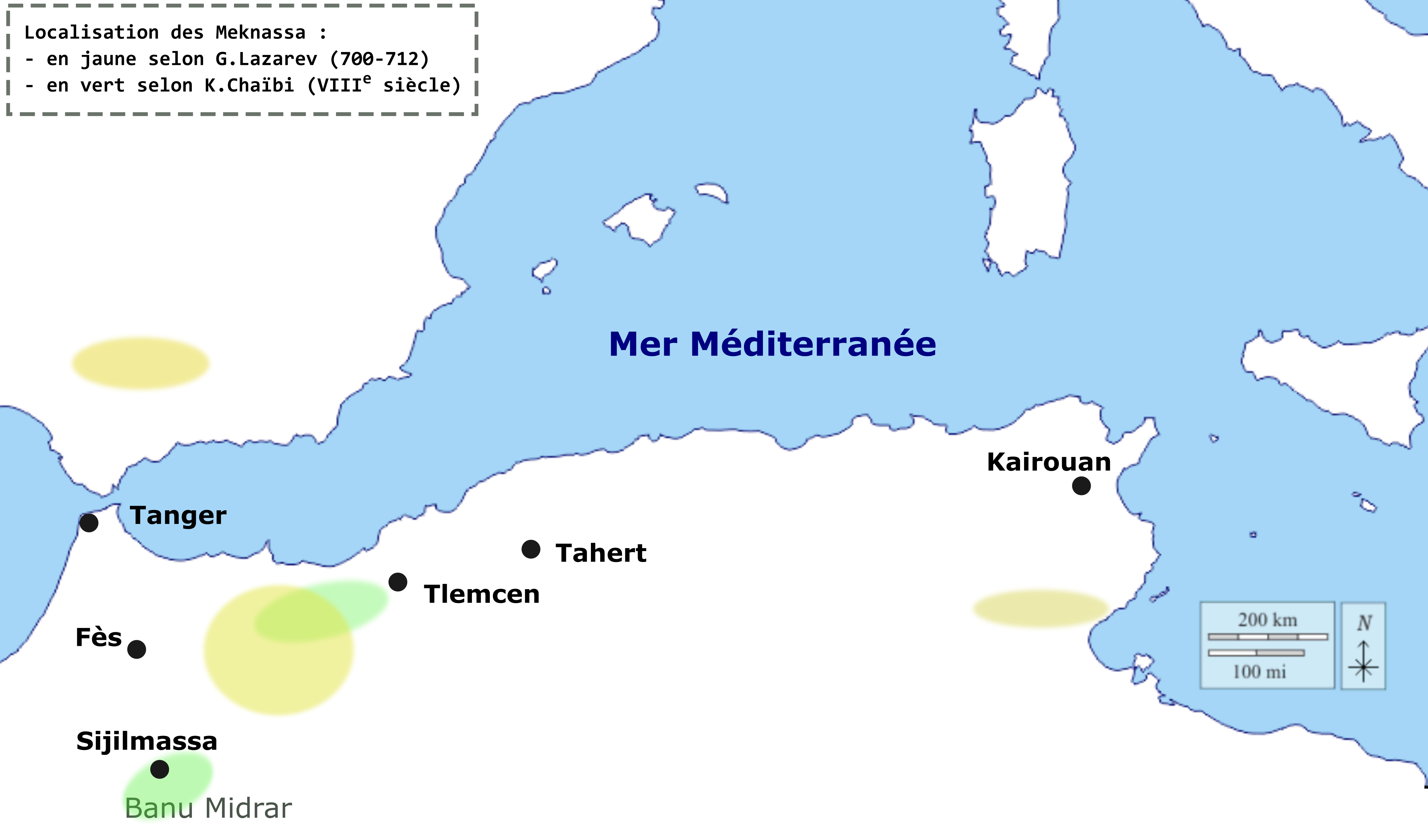
Localisation des Meknassas au VIIIe siècle,.

Les Meknassas semblent s’être déplacée d’Est en Ouest avant les autres tribus zénètes. Les différentes branches de la tribu des Wartasif se mêlent à la branche des Miknassas du temps de leur implantation sur l'oued Moulouya, de la source à l'embouchure. La Moulouya qui se situe dans le Maroc oriental, est alors considérée comme la limite entre le Maghreb al Aqsa et le Maghreb central.
Ainsi, lors de la conquête musulmane des Aurès, des Meknassas y sont signalés. On les retrouve ainsi aux côtés des Houaras, dans la région des Zibans, région dans laquelle ils deviendront minoritaires avec l'arrivée des Arabes. Certains éléments — comme leur participation aux révoltes kharéjites — prouvent que les Meknasa restent, cependant, en grand nombre dans les régions orientales du Maghreb, longtemps après la période de la domination musulmane. 
À cette époque la région de la Moulouya est occupée par les Baquates, une population de nomades romanisées. Il n'est pas impossible que la stratégie d'Oqba était d’affaiblir le royaume d'Altava, principauté chrétienne de la région de Tlemcen, et le Maghreb al-Aqsa par des migrations de tribus peu soumises à l'autorité musulmane. La basse vallée de la Moulouya, qui constitue aujourd'hui le Maroc oriental, traverse ce qui était autrefois « le pays des Miknaça »,. En effet, les pâturages du versant nord des montagnes du Moyen Atlas jusqu'à la Moulouya étaient la patrie des Meknassas. D'après Ibn Khaldoun, les Meknassas habitaient les bords de la Moulouya, depuis sa source, du côté de Sijilmassa, jusqu'à son embouchure, et depuis cette localité jusqu'aux environs de Taza et de Tsoul, dans le couloir de Taza. Si le groupe le plus puissant et important nomadisaient dans la vallée de la Moulouya, d'importants contingents meknassas s'installent dans la région au nord de l'Innaouen, fondant ainsi Meknassa Taza.
Lors de la conquête musulmane de la péninsule ibérique, les Meknassas déjà établis dans le Maghreb central, et la Moulouya, font partie des tribus qui accompagnent Tariq ibn Ziyad dans la traversée du Détroit. Une grande partie des Meknassas s'installent dans la péninsule, devenant très nombreux et puissants. Ils participent également à la première insurrection kharéjite.

### Période des révoltes berbères et des principautés sufrites
En 739, la grande révolte berbère éclate dans le nord du Maroc. Les Meknassas se rallient à la coalition berbère dirigée par Maysara al-Matghari, et qui regroupe également les Ghomaras, Berghouata et Matghara.

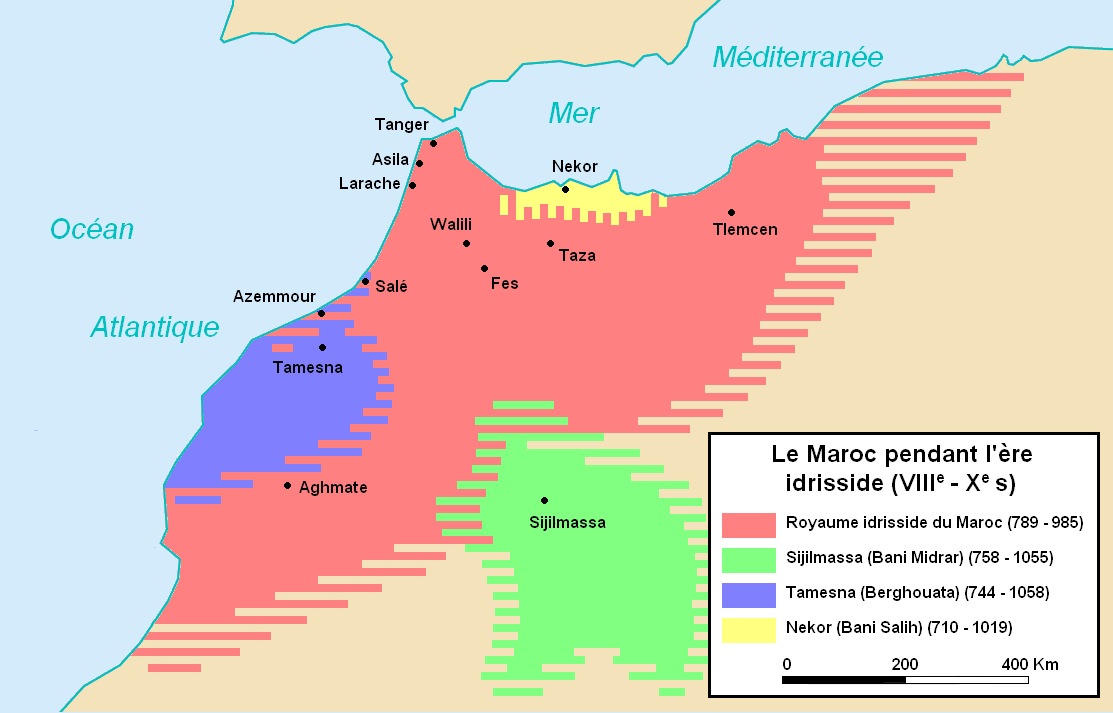
Carte du Maghreb al-Aqsa à l'époque idrisside, dont l'émirat de Sijilmassa.

La tribu berbère des Meknassas contrôle une partie du Maroc oriental jusqu’à la limite de Tafilalet durant le VIIIe siècle. Au début du VIIIe siècle, La confédération tribale des Banû Wassûl, appartenant à la tribu des Meknassas, fonde la ville Sijilmassa.
Les Banû Midrar, une branche des tribus Meknassas, fondent une dynastie (l'émirat de Sijilmassa au Tafilalet) dont l'autorité s'étend jusqu'aux contrées du sud ouest de l'Algérie. L'émirat midraride de Sijilmassa est ainsi fondé par des Meknassa du nord-ouest de l'Algérie et du nord-est du Maroc migrant vers le Sud.
Les Miknassas sont comptés parmi les Zénètes sufrites (VIIIe siècle). Ils occupent alors un large espace allant au sud d'une ligne rejoignant Tlemcen, Tahert et Fès, mais sont particulièrement nombreux entre Tahert et Ouargla.
Une branche des Meknassa, les Banu Wassul, fondent Sijilmassa. Ils y prennent le pouvoir en 824, et fondent la dynastie des Banu Midrar (ou Midrarides), exerçant la suprématie sur le Tafilalet, contrôlant les routes vers Bilad al Habech (pays des Noirs) ou Bilad Soudan. La métropole des Midrarides reste Sijilmassa, même si A.G. P Martin et Zerouki (spécialiste de l'histoire ibadite) présument d'une zone d'influence difficile à cerner.[réf. nécessaire] Au VIIIe siècle/IXe siècle, les Meknassas dominent un espace au sud d'une ligne joignant Tahert, Tlemcen et  Fez, mais sont particulièrement nombreux entre Tahert et Ouargla où ils occupent un certain nombre d'oasis. Les Meknassas occupent cependant principalement l'espace compris entre la Moulouya et le Tafilalet,. Les liens entre Ibn Rûstum, fondateur de Tiaret, étaient étroites avec les Banou Midrar.[réf. nécessaire].

### Participation à la fondation de l'émirat idrisside
Les Meknassas font partie de la coalition des tribus du nord marocain qui désignent Idris Ier comme imam, en 789. Cette coalition de tribus regroupent ainsi les Meknassas, les Awerba, Ghomara, Ghiata, Zouagha, Lemmaya, Luwata, Sedrata, et d'autres tribus zénètes.
Des Meknassas s'implantent sur les rives de l'Oued Boufekrane au Xe siècle, fondant deux villes : Meknassa Zeïtouna et Meknassa Taza. L'Almoravide Youssef Ibn Tachfin prend les deux bourgades et les fait fortifier, posant les bases de la ville de « Meknassa  » qui deviendra Meknès.

### Période fatimide puis cordouane

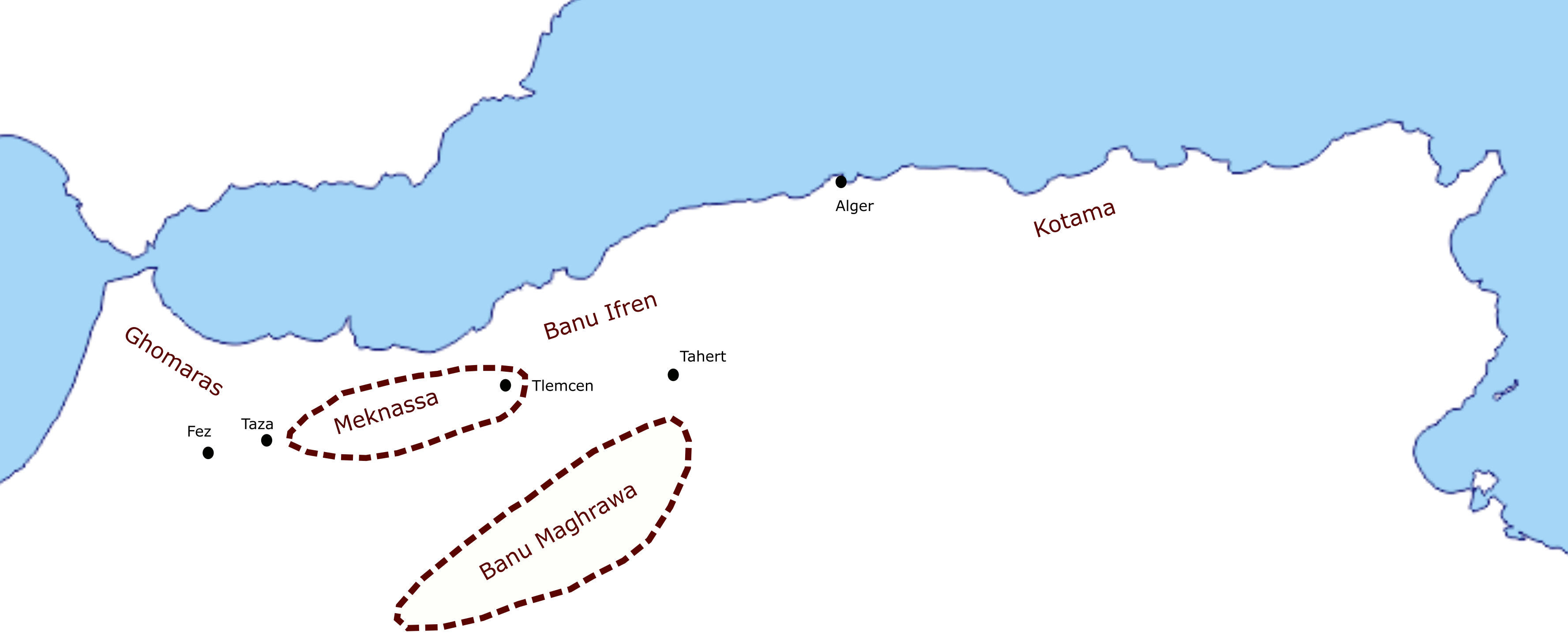
Localisation des Meknassas vers le XIe siècle.

Vers 910, profitant de l'affaiblissement des Idrissides, les Meknassas se rendent maîtres d'un vaste territoire englobant toute la région comprise entre Taza, Tsoul et la frontière orientale du Maghreb El Aqsa.
Au Xe siècle, après s'être concentrés pendant une période sur l'est du Maghreb, les Fatimides décident de pousser à l'ouest, de s'imposer au Maroc, en s'appuyant sur les Meknassas de la Moulouya,, avec à leur tête Messala ben Habbous. Messala, chef de la tribu des Meknassas de la Moulouya,, obtient des Fatimides le gouvernement de Tahert et soumettant tout le Maghreb central, ainsi que Fès et Sijilmassa. Messala à la tête d'une armée ketamo-miknacienne,, participe à la destruction du royaume idrisside dans les campagnes fatimides dans le Maghreb al-Aqsa. En effet, à l'instigation des Fatimides, ce sont les Meknassas qui chassent les Idrissides de Fès, établissant ainsi une principauté zénète en 925-926. Les Meknassas sont eux-mêmes chassés de Fès par les Banou Ifren, eux-mêmes chassés ensuite par les Maghraouas.
Vers 928 est actée la rupture de Moussa ben Abou El Afia d'avec les Fatimides. Il guerroie vraisemblablement les deux années suivantes pour son compte, sans être ni pro-fatimide ni pro-omeyyade. Il nomme un de ses fils à la tête de Fès, et un commandant militaire à Taourirt pour surveiller les agissements des Idrissides. Moussa ben Abou El Afia semble dominer tout le Maghreb occidental, à l'exception d'Ḥajar al-Nasr, et des nombreux autres bastions idrissides qui lui résistent dans le nord-ouest marocain.
Hamid, neveu de Messala, passe dans l'obédience des califes de Cordoue, rivaux des Fatimides, en Andalousie. Il commande Tlemcen au nom des Cordouans, puis passe en Espagne où il occupe d'importantes fonctions auprès des Omeyyades. Son fils Isel, s'occupe du gouvernement de Sijilmassa pour le compte des Cordouans.
Plus tard, le commandement des Meknassas établis dans le Maghreb Al Aqsa se partage, à la suite de désunions au sein de la tribu. Les Meknassas de Sijilmassa reconnaissent pour chef(s) les fils de Wassoul ben Maslan, tandis que les Meknassas de Taza, Tsoul, la Moulouya et Melilla placent à leur tête les fils d'Abou El Afia. Les deux familles fondent chacune un émirat indépendant.
Jusqu'à la fin du Xe siècle, les Meknassas restent les maitres incontestés des steppes de l'Oriental marocain, avant d'être supplantés par les Maghraouas. Les Meknassas se replient alors dans les montagnes au nord de Taza.
Les Meknassas se trouvent essentiellement dans la Moulouya à la fin de l'époque idrisside. Ils n'occupent la région de Fès qu'après la fin de la suprématie idrisside, notamment à l'époque almoravide. Au XIe siècle, Al Bakri situe les Meknassas dans le Pré-rif occidental, entre le Zerhoun et le Loukkos, mais également dans la plaine et le couloir de Taza.

### Taïfa meknassa en Al-Andalus
Vers le XIe siècle, ils fondent la dynastie aftaside à Badajoz (1022-1094), en al-Andalus. Les Meknassas sont ainsi maîtres d'un vaste royaume comprenant les villes Mérida, Lisbonne, Santarem et Coimbra.

### Ère almohade et mérinide
Au XIIe siècle, les Mérinides, des nomades zénètes, nomadisent selon un parcours essentiellement saharien, allant probablement de Figuig et Sijilmassa, à l'Ouest et le Zab (sud des Aurès) à l'Est, avant de remonter vers le Nord et de s'établir plus tard vers la basse Moulouya, autour de Guercif, carrefour de rassemblement de toutes les tribus mérinides à la fin de leurs migrations estivales,. Ils se lient d'amitié et contractent des alliances avec les Zénètes sédentaires de la Moulouya, notamment les Meknassas[réf. à confirmer]. Ils finissent par prêter serment aux Mérinides.
En 1275, les Meknassas participent à la première campagne du sultan mérinide Abu Yusuf Yaqub en Andalousie, dans laquelle les Mérinides infligent deux sévères défaites aux Castillans, lors des batailles d'Écija et de Martos.
En 1285, pour sa quatrième campagne en péninsule ibérique, le sultan Abu Yusuf Yaqub rassemble un contingent de 18 000 hommes chez les huit tribus des Meknassa, Awerba, Ghomara, Lamta, Beni Ouartyn, Beni Yazgha.
Au XIVe siècle, les restes de Meknassas vivent près de Taza, leur ancien territoire. Ils prêtent alors serment aux Mérinides. Ibn Khaldoun situe les Meknassas dans le Rif oriental au XIVe siècle. Léon l'Africain situe également les Meknassas dans le Rif oriental, au XVIe siècle.

### Époque contemporaine
En 1792, profitant de la mort du sultan Moulay Yazid, puis de la guerre civile qui oppose les différents prétendants au trône, les Turcs investissent Oujda et y installent un khalifa du Bey Mohammed. En 1795, le sultan Moulay Slimane victorieux de ses frères, envoie une armée composée d'Oudaïas, de Chéraga, d'Oulad Djâma, d'Abid al-Bukhari, de Meknassas et d'Ahlâf pour reprendre Oujda. Le Bey d'Oran n'oppose aucune résistance et Oujda est à nouveau réintégrée au territoire marocain.

## Localisation contemporaine

### Maroc
Une tribu qui porte encore le nom de Meknassa se trouve dans les montagnes au nord de Taza, ainsi qu'une fraction du guich des Oudaïas, au nord de Fès. Chez les Tsoul, on a une fraction des Beni Ourtnaj, ou Ourtnadja, appartenant aux Warstif, auxquels appartiennent également les Meknassas qui se sont mêlés avec lors de leur implantation sur les rives de la Moulouya.
Il y a également les Betalça, dont les représentants sont aujourd'hui la tribu des Metalsa appartenant à l'ensemble rifain. Les Betalça, frère des Meknaça, appartiennent également aux Ourtnadja. Ces derniers appartiennent à l'ensemble Wartasif-Miknasa. En effet, les diverses branches de la tribu des Wartasif se sont mêlées avec les Meknassas, et descendent toutes de Warstif ibn Yahia Ibn Dari.
D'après Aboulqâsem Ben Ahmed Ezziâni, les Ghiata seraient apparentés aux Meknassas.

### Algérie
En 1067 de notre ère, Al-Bakri place des Meknessas  au nord de la nouvelle Tahart, ce qui correspond à l'extrémité occidentale de l'Ouarsenis, habité aujourd'hui par le groupe berbère zénète des Beni-Ouragh. Un siècle après, Al Idrissi plaçait des Meknessas dans l'Ouarsenis. Enfin, de nos jours, nous retrouvons encore une tribu chez les Beni-Ouragh, c'est-à-dire à la place où les deux écrivains arabes ont signalé sa présence. C'est là un des rares exemples de tribus qui aient conservé, à travers tant d'années et surtout tant de vicissitudes, leur nom avec la place qu'elles occupaient.

### Tunisie
Dans la région du Haut Tell tunisien, les Ouled-Ayar ont une fraction dénommée Harat ou Beni-Houaat, qui sont une branche des Miknasa d'après Ibn Khaldoun. Parmi les Sendi du centre du pays, on trouve une tribu meknassa.